# Sarah Palfrey Danzig Award
De Sarah Palfrey Danzig Award was een jaarlijkse prijs voor tennisspeelsters die werd uitgereikt door de United States Tennis Association in de periode 1986 t/m 2006.
De Sarah Palfrey Danzig Trophy werd toegekend aan die tennisspeelster die qua karakter, sportiviteit, gedrag, samenwerkingsgeest en bijdrage aan de groei van het tennisspel, in de ogen van het selectiecomité het hoogst scoorde in het desbetreffende jaar. Een verdere basis voor de prijs was de hulp die de speelster bood, niet alleen aan speelsters van haar eigen niveau maar ook aan speelsters van lager niveau en aan junioren.
Het was Sarah Palfrey-Danzig (sinds 1963 lid van de Tennis Hall of Fame) die suggereerde dat deze prijs zou worden ingesteld, als vrouwelijk equivalent van de sinds 1947 bestaande William M. Johnston Award voor mannen. Daartoe schonk zij een van haar trofeeën van de US National Championship (de voorloper van de US Open) aan de International Lawn Tennis Club van de Verenigde Staten om te dienen als Sarah Palfrey Danzig Trophy. De naam van de winnares werd erin gegraveerd, en een met passende tekst gegraveerde zilveren schaal werd aan de ontvanger van de prijs als aandenken uitgereikt.

## Winnaressen
| jaartal | winnares                 |
| ------- | ------------------------ |
| 1986    | Pam Shriver              |
| 1987    | Virginia Wade            |
| 1988    | Dorothy Cheney           |
| 1989    | Donna Floyd              |
| 1990    | Pauline Betz             |
| 1991    | Carole Caldwell-Graebner |
| 1992    | Wendy Turnbull           |
| 1993    | Maria Bueno              |
| 1994    | Françoise Dürr           |
| 1995    | Billie Jean King         |
| 1996    | Mary Joe Fernandez       |
| 1997    | Lesley Turner            |
| 1998    | Olga Morozova            |
| 1999    | niet toegekend           |
| 2000    | niet toegekend           |
| 2001    | Rosie Casals             |
| 2002    | Zina Garrison            |
| 2003    | Monica Seles             |
| 2004    | Tracy Austin             |
| 2005    | Chris Evert              |
| 2006    | Julie Heldman            |